# Quetzaltenango
Quetzaltenango é um dos 22 departamentos da Guatemala, país da América Central, sua capital é a cidade de Quetzaltenango.
O departamento de Quetzaltenango tem 1.953 km², equivalentes a 1,8% do território da Guatemala. A etnia predominante no departamento, à razão de 60,57% da população é de descendentes de indígenas, em percentual superior à composição da Guatemala que é de 41,9%; Aí predomina o grupo étnico k'iche' y mam. A língua falada é o espanhol entretanto também se fala o idioma quiche.
A população total do departamento de Quetzaltenango, levantada pelo censo de 1994 era de 503.857 habitantes, estimando-se que em 1997 seria de 661.375 habitantes, número que equivale a uns 6,0 % da população de toda a Guatemala. Dessa população, e nesta época, 40% residiam nos núcleos urbanos e 60% na zona rural.

## Municípios
1. Almolonga
2. Cabricán
3. Cajolá
4. Cantel
5. Coatepeque
6. Colomba
7. Concepción Chiquirichapa
8. El Palmar
9. Flores Costa Cuca
10. Génova
11. Huitán
12. La Esperanza
13. Olintepeque
14. Ostuncalco
15. Palestina de Los Altos
16. Quetzaltenango
17. Salcajá
18. San Carlos Sija
19. San Francisco La Unión
20. San Martín Sacatepéquez
21. San Mateo
22. San Miguel Sigüilá
23. Sibilia
24. Zunil